# لم زرن

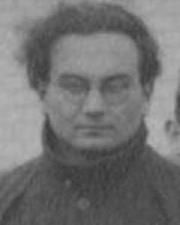
عکس کاشف روش لم زرن

لم زرن یکی از مفیدترین اصولی است که هم ارز اصل انتخاب است، اصلی است که اولین بار در سال ۱۹۱۴ مطرح شد و به نام لم زرن معروف است،
لم زرن به صورت زیر مطرح می‌شود:
اگر {\displaystyle (A,\leq )} یک مجموعه مرتب جزئی باشد، بطوریکه هر زیر مجموعه کاملاً مرتب آن، دارای کران بالا (در A) باشد، آنگاه A دارای عضو ماکزیمال است.

## اثبات
با توجه به اصل ماکزیمالی هاسدورف، {\displaystyle (A\leq )} دارای زیر مجموعه کاملاً مرتبی مانند B است که نسبت به رابطه شمول {\displaystyle \subseteq } ماکزیمال است. بنا به فرض، B دارای یک کران بالا به نام u است. نشان می‌دهیم که u یک عضو ماکزیمال از A است.اگر عضوی مانند {\displaystyle x\in A} وجود داشته باشد، بطوریکه {\displaystyle x\geq u}، آنگاه {\displaystyle B\bigcup \lbrace {x}\rbrace }، زیر مجموعه کاملاً مرتبی از Aاست که شامل زیر مجموعه ماکزیمال کاملاً مرتب B می‌باشد. در نتیجه می‌بایست {\displaystyle B\bigcup \lbrace {x}\rbrace =B} باشد که نتیجه می‌دهد {\displaystyle x\leq u}.
این ثابت می‌کند که u عضو ماکزیمال مجموعه {\displaystyle (A\leq )} است.
لم فوق نمونه‌ای از یک خاصیت وجودی است که ادعا می‌کند عضو ماکزیمال در مجموعه مرتب جزئی خاص وجود دارد.اما اثبات این قضیه، روشی را برای تعیین این عضو ماکزیمال ارائه نمی‌دهد.
به عنوان کاربرد لم زرن، قضیه زیر را بیان و اثبات می‌کنیم.

## قضیه
اگر A،Bدو مجموعه غیر تهی باشند، آنگاه تابع یک به یکی از Aبه Bو یا یک تابع یک به یک از Bبه A وجود دارد.
اثبات
فرض می‌کنیم X مجموعه تمام زوجهای مرتب {\displaystyle (A_{\alpha },f_{\alpha })\ } که{\displaystyle A_{\alpha }\ } زیر مجموعه‌ای از A و همچنین {\displaystyle F_{\alpha }:A_{\alpha }\to B} تابعی یک به یک است، باشند. رابطه {\displaystyle \leq }را روی X به طریق زیر تعریف می‌کنیم :
{\displaystyle (A_{\alpha },f_{\alpha })\leq (A_{\beta },f_{\beta })\iff A_{\alpha }\subseteq A_{\beta },f_{\alpha }\subseteq f_{\beta }}
مسلما این رابطه ترتیبی جزئی است. به منظور استفاده از لم زرن، باید مطمئن شویم که هر زیر مجموعه کاملاً مرتب {\displaystyle T=\lbrace (A_{\gamma },f_{\gamma })|\gamma \in \Gamma \rbrace } از X دارای یک کران بالاست. {\displaystyle (\bigcup _{\gamma \in \Gamma }A_{\gamma },\bigcup _{\gamma \in \Gamma }f_{\gamma })} یک حدس خوب برای کران بالای مجموعه T، است.
قرار می‌دهیم:
{\displaystyle A_{1}=\bigcup _{\gamma \in \Gamma }A_{\gamma },f_{1}=\bigcup _{\gamma \in \Gamma }f_{\gamma }}
آنگاه {\displaystyle f_{1}:A_{1}\to B} طوری است که اگر{\displaystyle (A_{\gamma },f_{\gamma })\in T,x\in A_{\gamma }}، آنگاه {\displaystyle f_{1}(x)=f_{\gamma }(x)\ }
برای اثبات خوش تعریف بودن {\displaystyle f_{1}:A_{1}\to B}، فرض می‌کنیم که x به زیر مجموعه دیگری مانند {\displaystyle A_{\delta }\ } هم باشد{\displaystyle (\delta \in \Gamma )}. آنگاه {\displaystyle (A_{\gamma },f_{\gamma })\leq (A_{\delta },f_{\delta })} یا {\displaystyle (A_{\delta },f_{\delta })\leq (A_{\gamma },f_{\gamma })}، که در هر حالت داریم {\displaystyle f_{\gamma }(x)=f_{\delta }(x)\ }، که نشان می‌دهد{\displaystyle f_{1}\ }، خوش تعریف است.
حال نشان می‌دهیم که {\displaystyle f_{1}:A_{1}\to B} تابعی یک به یک است.برای این منظور فرض می‌کنیم، به ازای {\displaystyle x,y\in A_{1}} خواهیم داشت {\displaystyle f_{1}(x)=f_{1}(y)\ }. آنگاه دو زوج مرتب {\displaystyle (A_{\gamma },f_{\gamma }),(A_{\delta },f_{\delta })\in T\ } چنان وجود دارند که{\displaystyle x\in a_{\gamma },y_{\delta }}. دوباره مثل قبل :
{\displaystyle (A_{\gamma },f_{\gamma })\leq (A_{\delta },f_{\delta })} یا {\displaystyle (A_{\delta },f_{\delta })\leq (A_{\gamma },f_{\gamma })}
بدون اینکه در اثبات خللی وارد شود، فرض می‌کنیم {\displaystyle (A_{\gamma },f_{\gamma })\leq (A_{\delta },f_{\delta })}.
از فرض اخیر نتیجه می‌شود {\displaystyle f_{\delta }(x)=f_{\delta }(y)\ }، که و لذا با توجه به یک به یک بودن {\displaystyle f_{\delta }\ } داریمx=y.به این ترتیب اثبات یک به یک بودن {\displaystyle f_{1}\ } تکمیل می‌شود. بنابراین:
به ازای هر {\displaystyle \gamma \in \Gamma }، داریم {\displaystyle (A_{1},f_{1})\geq (A_{\gamma },f_{\gamma })}. پس {\displaystyle (X,\leq )\ } در شرایط لم زرن صدق می‌کند و در نتیجه Xدارای عضو ماکزیمال است که آن را به صورت {\displaystyle ({\tilde {A}},{\tilde {f}})\ } مشخص می‌کنیم.در اینجا دو حالت ممکن است اتفاق بیفتد:
۱- {\displaystyle {\tilde {A}}=A}
در این حالت، همان تابع یک به یک مورد نظر است.
۲- {\displaystyle {\tilde {A}}\neq A}
در این حالت فرض می‌کنیم {\displaystyle x_{0}\in A-{\tilde {A}}} و ادعا می‌کنیم که در این حالت، تابع یک به یک {\displaystyle {\tilde {f}}:{\tilde {A}}\to B} در واقع تناظری یک به یک است.(زیرا در غیر این صورت، این تابع پوشا نبود و عضوی مانند {\displaystyle Y_{0}\in B-{\tilde {f}}({\tilde {A}})} وجود دارد). حال تابع {\displaystyle {\tilde {f}}:{\tilde {A}}\bigcup x_{0}\to B} را به صورت {\displaystyle {\tilde {\tilde {f}}}(x_{0})=y_{0}} و{\displaystyle {\tilde {\tilde {f}}}(x)={\tilde {f}}(x)}، به ازای هر {\displaystyle <math>x\in {\tilde {A}}}</math> تعریف می‌کنیم. مسلما {\displaystyle {\tilde {\tilde {f}}}}، یک به یک است و {\displaystyle ({\tilde {A}}\bigcup \lbrace x_{0}\rbrace ,{\tilde {\tilde {f}}})>({\tilde {A}},{\tilde {f}})}. نامساوی اخیر با فرض ماکزیمال بودن {\displaystyle ({\tilde {A}},{\tilde {f}})} در تناقض است.
لذا {\displaystyle {\tilde {f}}:{\tilde {A}}\to B} تناظری یک به یک است و در نتیجه {\displaystyle {\tilde {f^{-}1}}} تابع یک به یک مطلوب از B به زیر مجموعه {\displaystyle {\tilde {A}}} از A است. به این ترتیب اثبات قضیه تکمیل می‌شود.

## نتیجه
اگر A،B دو مجموعه باشند، آنگاه {\displaystyle cardA\leq cardB} یا {\displaystyle cardB\leq cardA}.بنابراین اگر m،n دو عدد اصلی متمایز باشند، داریم، n<m یا m<n.